# Villa romaine de Fuente Álamo (Puente Genil)
La villa romaine de Fuente Álamo est un site archéologique situé près de la ville de Puente Genil, dans la province de Cordoue en Espagne,.
Les fouilles archéologiques ont mis au jour d'importants vestiges datant du Ier siècle apr. J.-C. Le site est protégé comme Bien d'intérêt culturel.

## Historique
Les vestiges archéologiques correspondent à des thermes romains, un ensemble d'installations dédiées à la récréation et au plaisir des habitants des principaux centres urbains de la région, Ipagrum (Aguilar de la Frontera) et Astapa-Ostipo et de ceux qui passeraient par l'une des principales déviations de la Via Augusta. Cette déviation aurait lieu à Corduba, qui se relierait à Antikaria (Antequera) et celle-ci à Malaca (Málaga). 

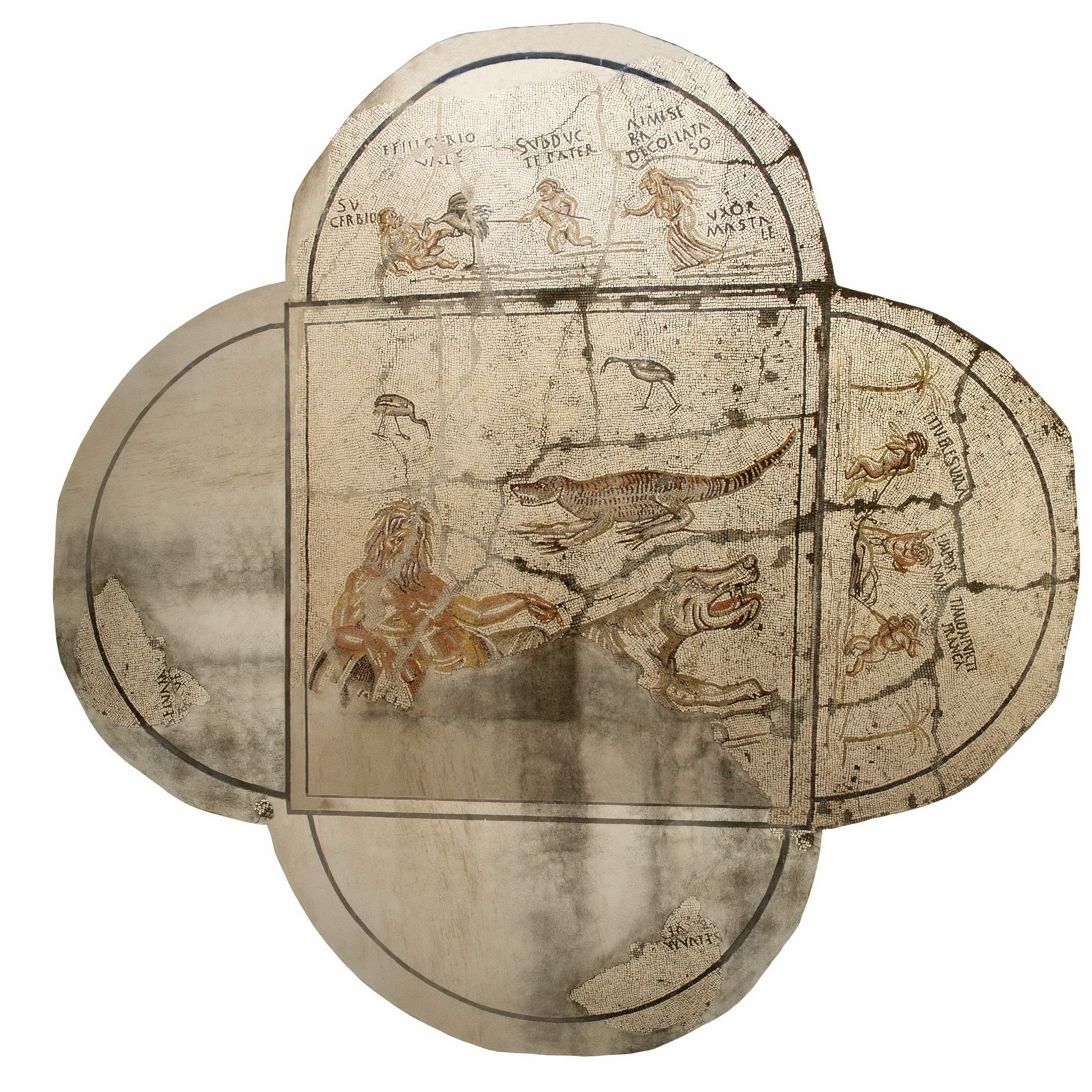
Mosaïque Nilótico de Fuente Álamo.

Par la suite, et après une brève phase de semi-abandon, un imposant complexe résidentiel fut construit sur l'installation préexistante, en utilisant des matériaux de construction pour reconstruire de nouvelles zones. C'est l'élément principal pour lequel le site est connu et à partir duquel on peut mettre en valeur l'ensemble de mosaïques avec lesquelles les parties urbaines de la pars urbana étaient décorées. Parmi elles, trois mosaïques se démarquent : Nilótico, Les Tres Gracias et El Trionfo de Bacchus.
La dernière phase d'activité du lieu surviendra après l'abandon définitif de la villa, où furent maintenues certaines zones avec une utilisation résiduelle dans l'Antiquité tardive. Cette dernière phase, correspondant déjà aux premières périodes médiévales, serait donnée par l'utilisation et l'exploitation agricole des terres, comme en témoignent les restes de céramique trouvés de la période musulmane et l'existence d'un moulin à huile pour l'exploitation de l'oliveraie.

## Le site archéologique

### Phase I (IeretIIIesièclesapr. J.-C.)
Les thermes ont bénéficié de la présence d'un ruisseau et d'étangs. Ils étaient répartis de manière que les jeux d'eau froide soient concentrés sur le côté droit, tandis que les jeux d'eau chaude étaient situés à gauche. Les deux étangs servaient de réservoir d'eau et régulaient les eaux vers un plus grand bassin semi-circulaire de 16 m de circonférence pour une capacité de 200 m3. La canalisation du frigidarium n'a pas été retrouvé. Les deux salles attenantes et le frigidarium étaient pavées de mosaïques polychromes. Les murs en pisé étaient peints des deux côtés.

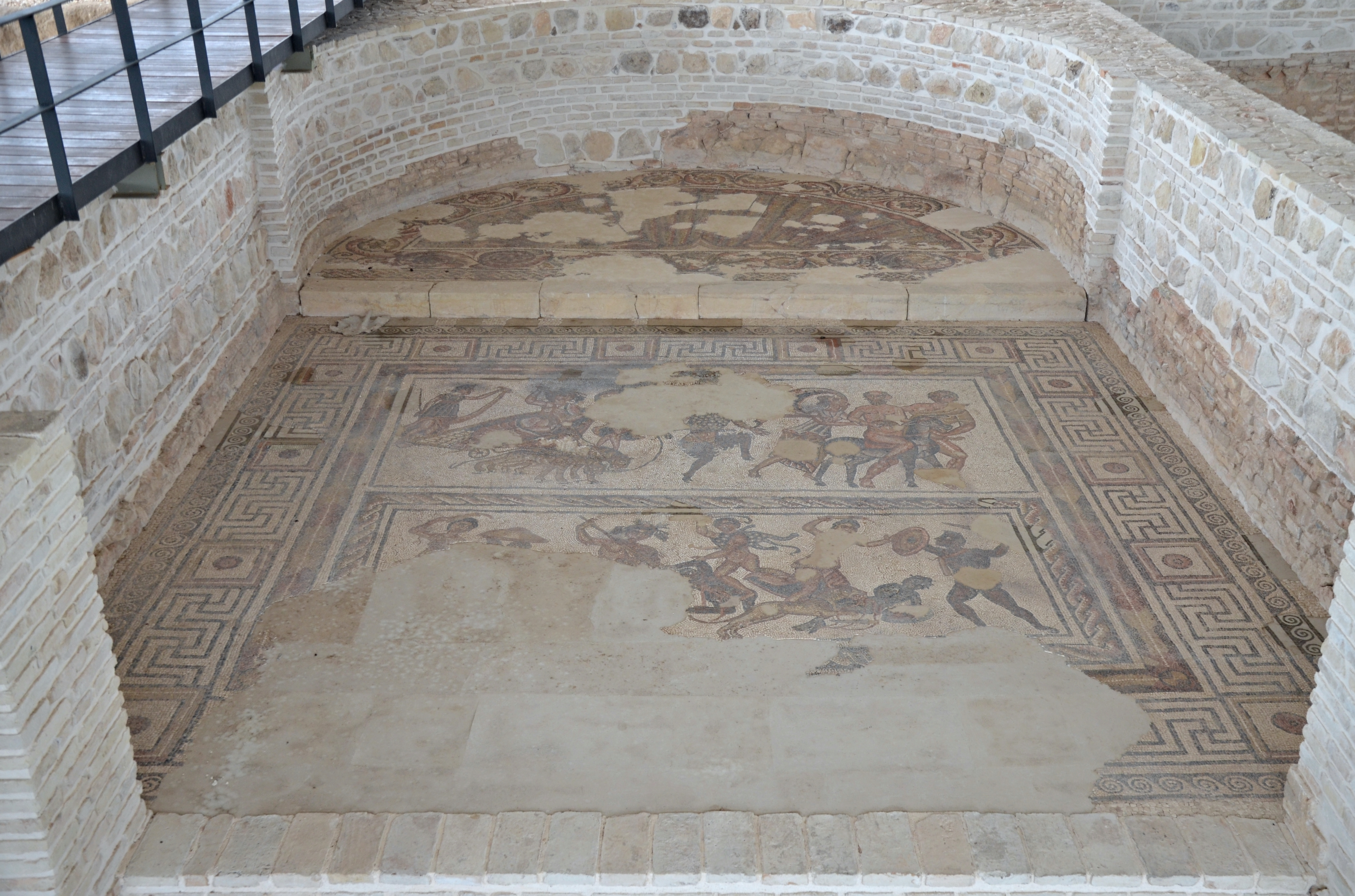
Le Natatio.

Une natatio (piscine) se trouve sur le site, de forme rectangulaire elle se termine par une abside de 173,5 m3 (18 × 6,3 m) et profonde de 1,75 m. Elle a été réalisée en opus incertum. Un hypocauste, en partie conservé, servait aux installations d'eau chaude. Le praefurnium et le caldarium ont également été documentés, ainsi qu'une série de bassins d'eau chaude. À côté de ces installations, est enregistré ce qui a été compris comme un nymphée. Une série d'étangs ont doté le site d'une série de cascades et de fontaines qui étaient contemplées par les utilisateurs du complexe du frigidarium et de la natatio.
Les thermes ont probablement été abandonné entre les IIe et IIIe siècles par l'impossibilité de maintenir l'accés à l'eau.

### Phase II (IVeetVIesiècles)
L'ensemble des structures qui correspondraient à la villa romaine (pars urbana et pars rustica) ont au moins une superficie de 4 000 m2. Ces dimensions n'incluent que l'extension actuellement fouillée, mais il est plus que probable que les dimensions du complexe dépassent largement ce chiffre. La villa, construite sur les anciennes structures des thermes, a été aménagée de manière que la crue du ruisseau ne menace pas l'intégrité de sa structure. La résistance des murs de clôture du bâtiment était deux fois plus épaisse que le reste, à laquelle il faut ajouter l'existence d'un petit barrage, construit en amont du ruisseau, qui contrôlait le débit et assurait une eau continue tout au long de l'année. Ce barrage a seulement été documenté, une intervention archéologique est donc nécessaire pour déterminer son époque de construction.

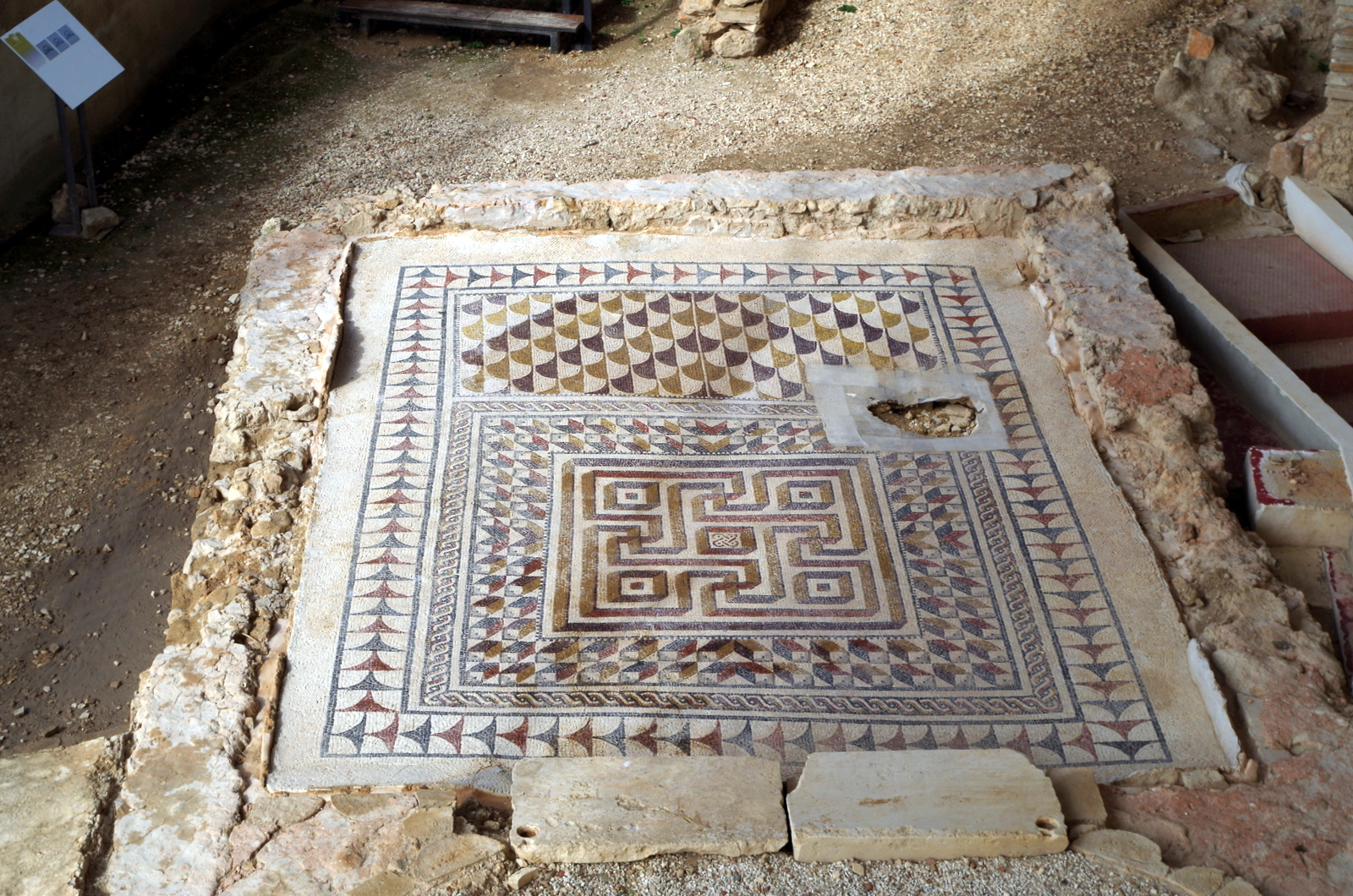
Mosaïques.

Deux phases de construction ressortent de l'étude de la stratigraphie. Dans un premier temps, la majeure partie du complexe résidentiel et des parties rustiques a été construite, dont le plan sera respecté lors de l'agrandissement suivant. Entre les IVe et Ve siècles, lorsque la villa a subi un agrandissement de ses salles avec la construction d'un éventuel mithraeum ou d'un tablinum, ses sols ont été décorés avec les mosaïques actuelles. Les parties rustiques seraient situées dans l'aile nord du bâtiment, composées d'un grand entrepôt, auquel étaient rattachés des plus petits, ainsi que d'autres dédiés exclusivement au stockage des céréales (horreum). En général, les pièces de cette partie de la villa se caractérisent par leurs grandes dimensions.
Au centre du bâtiment, se trouve la grande salle qui a suscité des désaccords quant à son utilisation comme espace de culte ou d'étude. À l'extrémité ouest de la ville et disposé sur les murs du frigidarium et de certaines de ses pièces se trouve l'œcus. Entre l'oecus et la pièce centrale sont disposées les cubiculum. Toutes ces pièces sont reliées entre elles, par un grand couloir couvert. Les sols de toutes les pièces de la villa sont décorés de mosaïques polychromes à motifs géométriques.

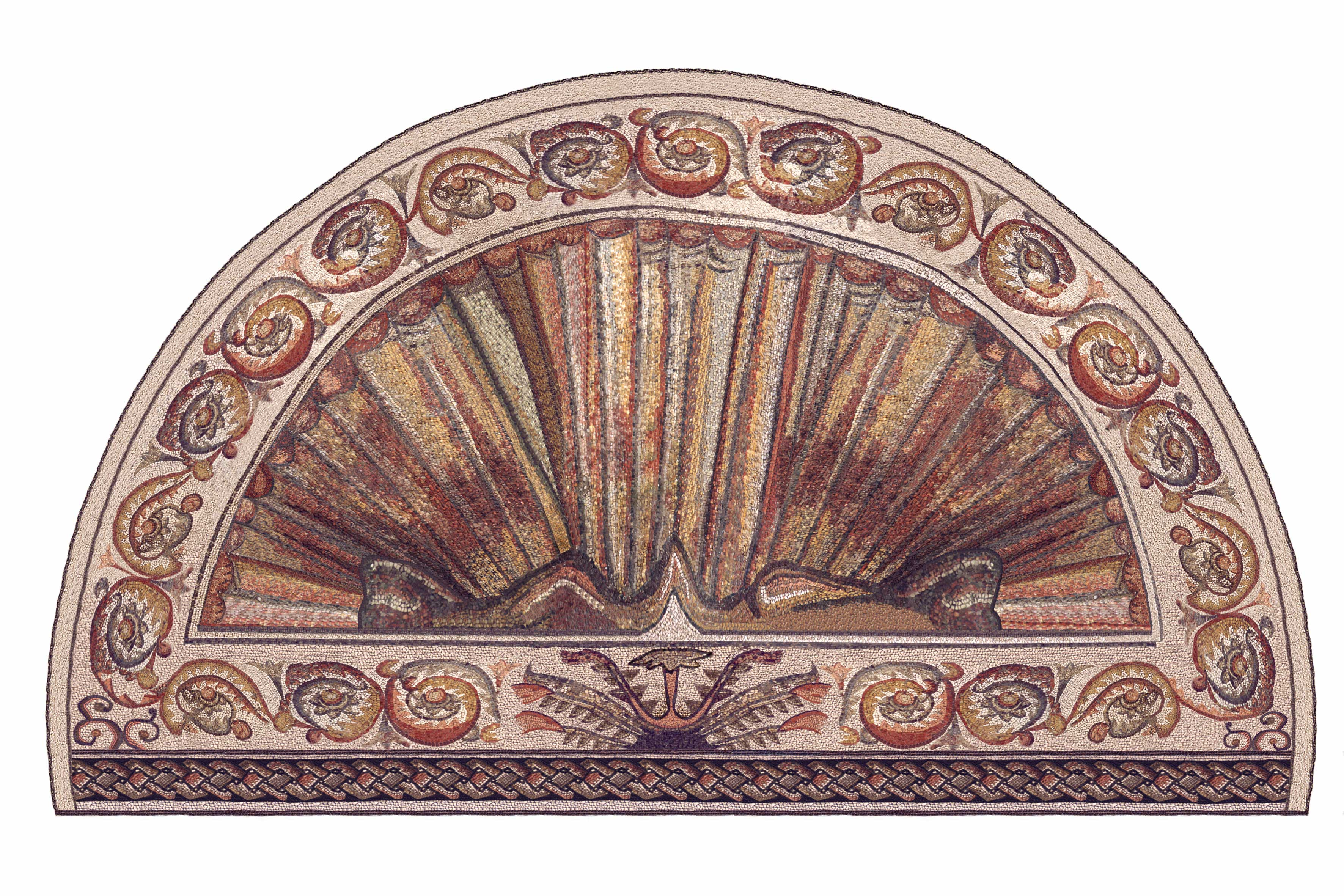
Oecu.

La villa s'étendrait à travers un couloir de près de 30 m de long qui donnerait accès à une autre série de pièces. Cette zone a été affecté par les inondations que le ruisseau a subies depuis son abandon. De futures fouilles pourraient éclairer cet espace.
Il n'y a pas eu d'abandon généralisé et forcé de la villa avant la fin du VIe siècle. Il est vrai que certaines de ses salles continuent de montrer des traces d'occupation et de continuité de l'activité humaine dans l'environnement, même si elles en sont déjà à un niveau très résiduel. Cette phase s'étendrait durant la dernière période de l'Antiquité tardive et le début du Haut Moyen Âge, correspondant à une occupation de certaines pièces à l'époque wisigothe. Ce sera, avec l'arrivée des Arabes, à partir du  VIIIe siècle, que Fuente Álamo retrouve une certaine activité productive, mais clairement très éloignée du modèle de vie qui s'est développé pendant les phases d'occupation romaine.

### Phase III (VIeetXIesiècles) Abandon et réoccupation musulmane
D'une manière générale, cette troisième phase d'occupation de Fuente Álamo pourrait être divisée en deux sous-phases.
Le premier d'entre eux correspondrait au moment de l'abandon de la villa (fin du  VIe siècle lié à la période d'instabilité politique et économique qui suivit la disparition de l'Empire romain d'Occident, aux incursions wisigothes ultérieures et aux tentatives de conquête byzantines de toute la côte méditerranéenne de la péninsule ibérique. L'activité réalisée dans cette phase serait liée à l'exploitation agricole et animale de l'environnement. En témoignent la réutilisation de certaines pièces de la villa comme écuries et la construction de murs d'enceinte pour abriter le bétail. Durant cette période, les habitants occupaient les pièces principales de la partie noble de la villa. Aux étages de certaines pièces principales, ils installaient des cheminées, dont la base rectangulaire était construite avec les matériaux qu'ils obtenaient des murs et des colonnes. Les nouveaux résidents occupent l'espace encore habitable et l'adaptent à leurs besoins.
La deuxième phase commence avec la conquête musulmane de l'Hispanie à partir de 711 apr. J.-C. Avec l'arrivée d'importants contingents humains, de nombreuses zones sont repeuplées, tandis que de nouvelles colonies sont fondées. Fuente Álamo sera témoin d'une de ces réoccupations. Les céramiques de la période de l'Émirat de Cordoue documentées dans les niveaux supérieurs de la majeure partie du site témoignent de l'arrivée précoce de nouvelles populations dans cette zone et de l'utilisation qu'elles ont fait des infrastructures préexistantes.

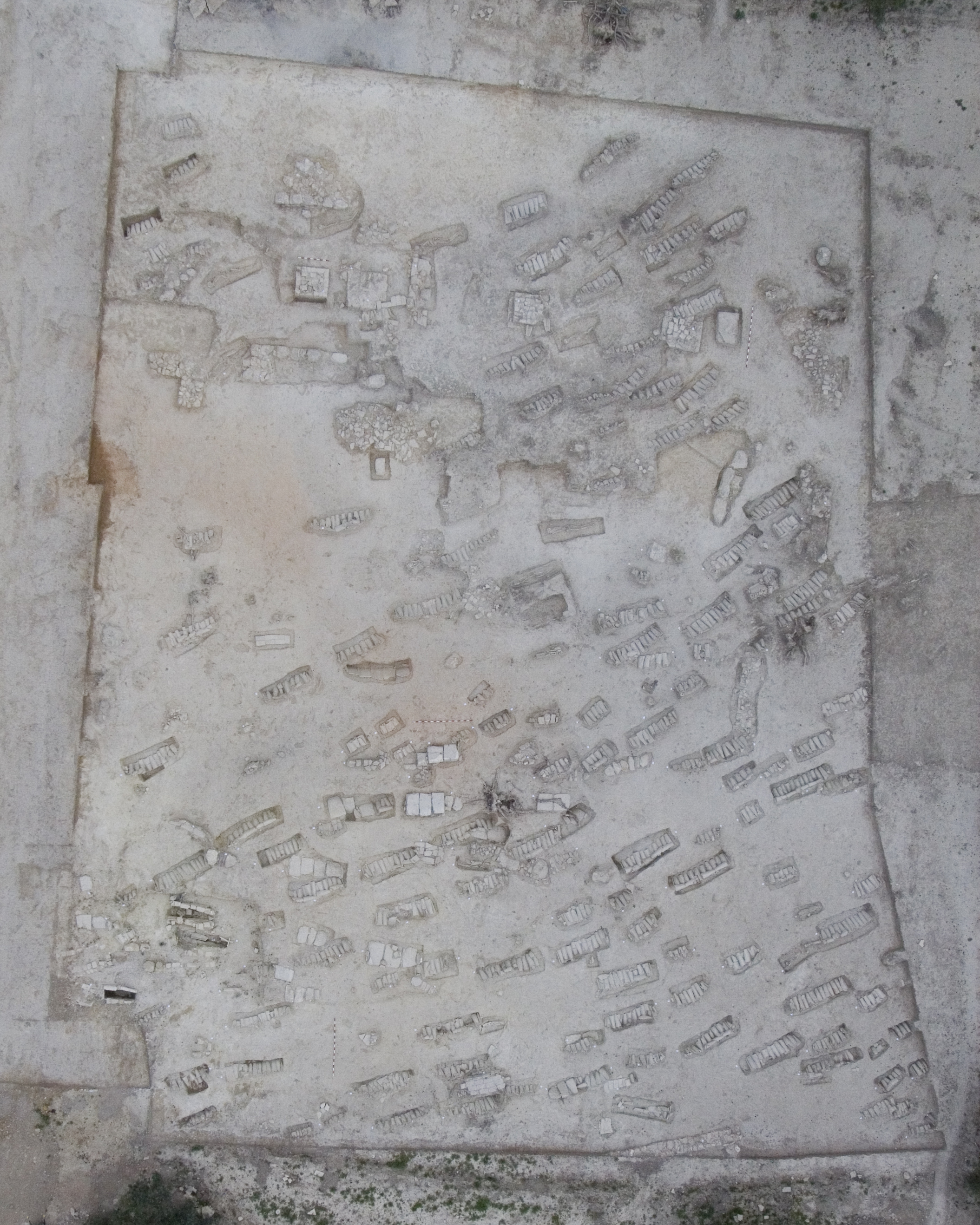
Vue aérienne de la nécropole.

La dernière phase, avec une occupation et une activité économique à Fuente Álamo, s'étend jusqu'au Califat de Cordoue. Ces derniers moments sont attestés par la construction d'un moulin à huile, qui réutilise une partie des structures des anciens pars rustica et la restructuration de plusieurs espaces de la villa, à nouveau adaptés aux besoins de ses nouveaux habitants.
Le résultat des dernières campagnes de fouilles a été la découverte d'une grande nécropole, qui couvre tout l'espace chronologique d'occupation du site, depuis l'époque romaine jusqu'aux dernières phases musulmanes, comme en témoignent les typologies funéraires et le mobilier trouvés dans une multitude de ceux-ci. De grande taille, la nécropole s'étend hors des limites du site, n'ayant pas été entièrement fouillée, comptant à ce jour un total de 300 individus exhumés.

### Phase IV - Abandon définitif
En raison de la perte d'informations archéologiques dans les niveaux supérieurs, nous ne pouvons pas dater avec précision l'abandon définitif du site. Les vestiges archéologiques les plus récents relatifs aux espaces d'habitat ont été datés de la fin du XIe et du début du XIIe siècle. La fin de l'activité humaine sur place a marqué le début de la dégradation des structures bâties de la villa, ainsi que l'intensification des processus naturels d'érosion. Les crues du ruisseau ont dû attaquer les murs de la ville, provoquant l'effondrement final de ses principales structures, progressivement ensevelies par les sédiments emportés par ces eaux. Malheureusement, le ruisseau a dévoré la zone centrale de la villa et les installations précédentes des thermes, il n'est donc pas possible de savoir comment cet espace était réparti. En même temps que sa destruction, cela a également signifié le salut du reste des structures puisque celles-ci sont restées partiellement ensevelies pendant des siècles, rendant possible leur survie jusqu'à aujourd'hui.
Ces terres ont été exploitées à des fins agricoles depuis les temps modernes, de sorte que la connaissance de l'existence d'anciennes ruines par les populations voisines a toujours été une réalité. L'élément fondamental qui a conduit à l'exploitation humaine de ces terres est l'eau. En effet, ledit canal du ruisseau Fuente Álamo était canalisé et utilisé pour approvisionner la population de Puente Genil depuis pratiquement la consolidation de la population à partir du  XVIIe siècle et comme abreuvoir pour le bétail élevé dans les champs voisins.

## Galerie

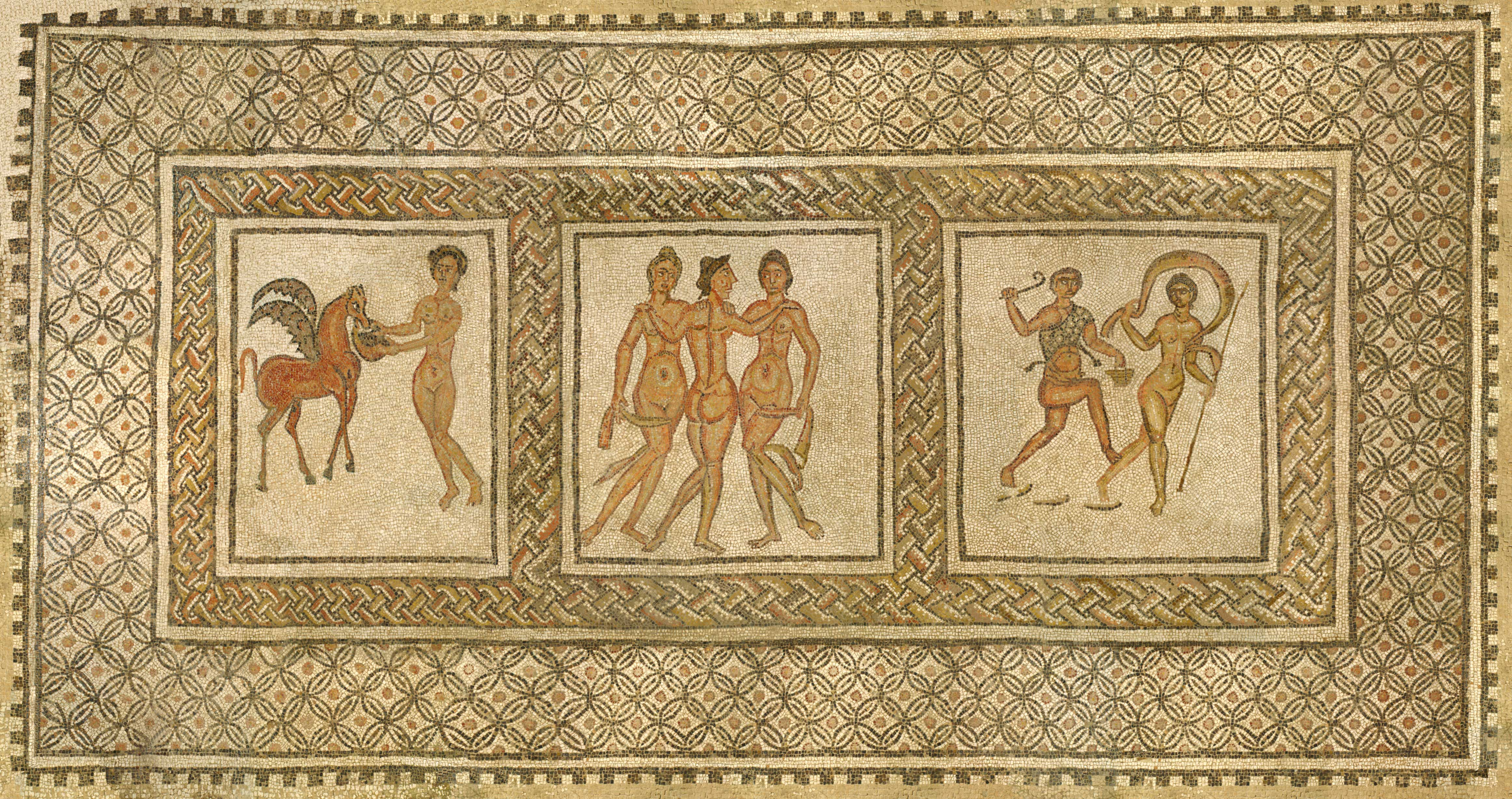
Las Tres Gracias.
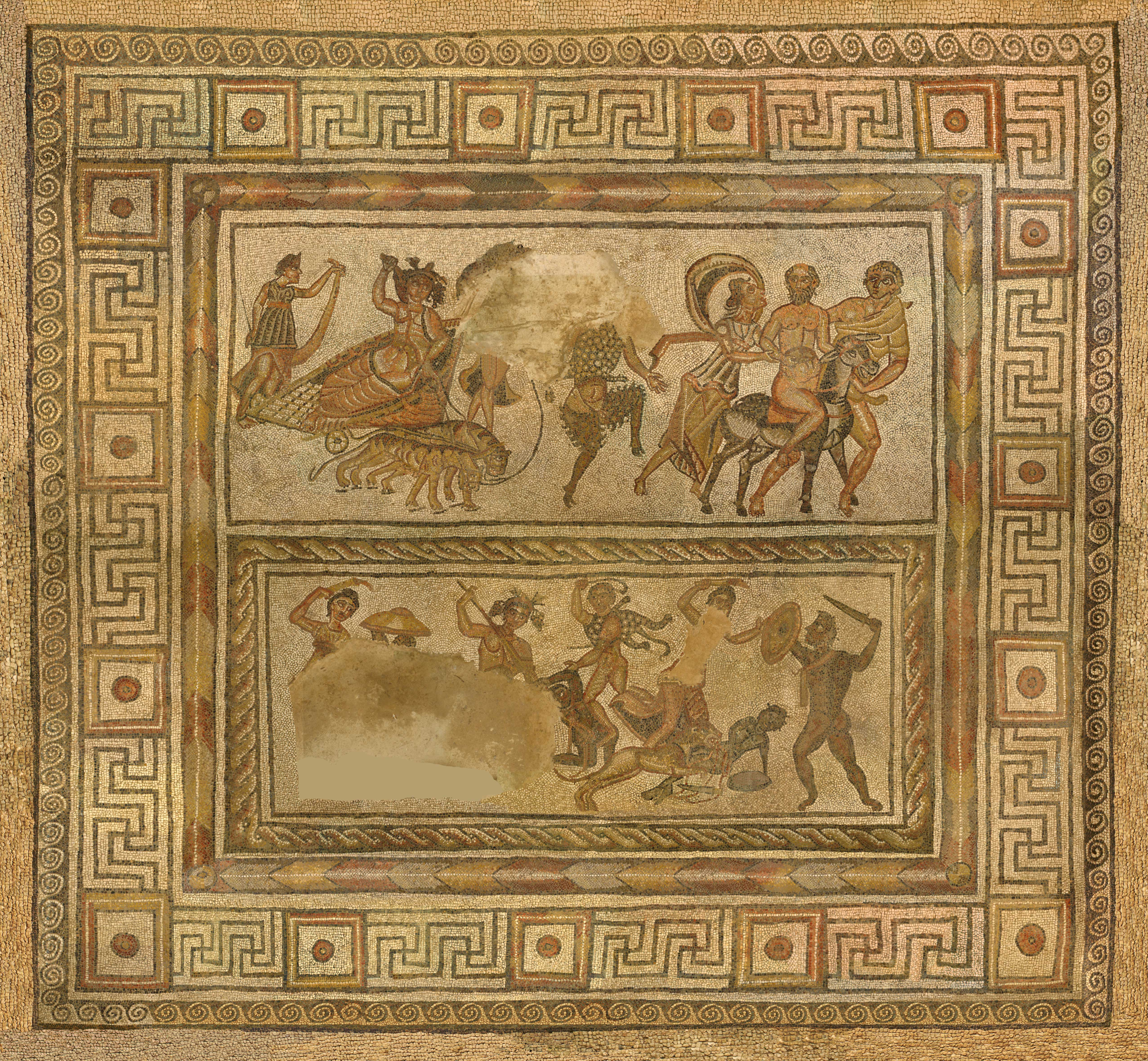
El Trionfo de Bacchus.
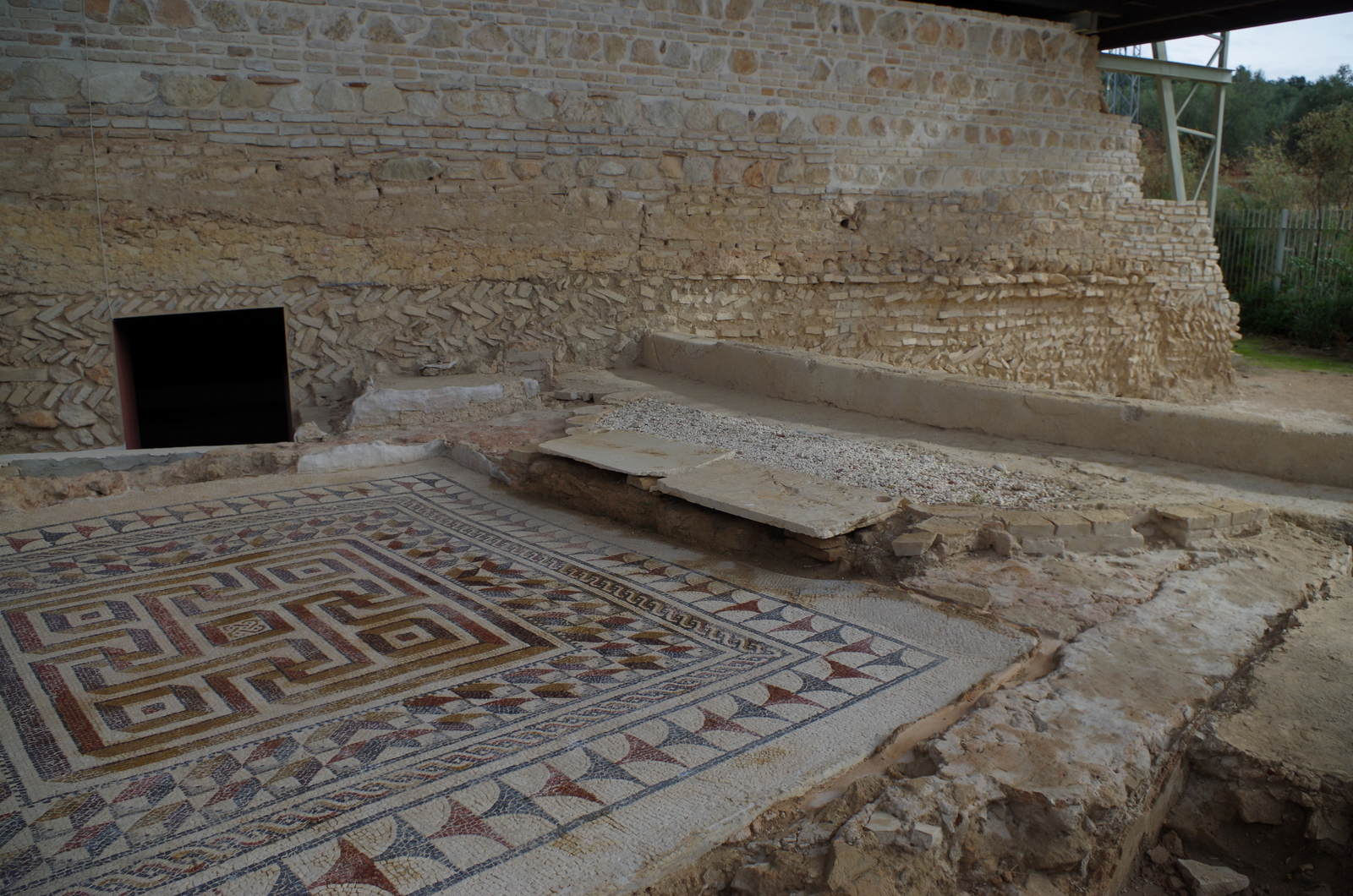